# Psykedelisk soul
Psykedelisk soul är en undergenre till soulmusiken som blandar soulens element med psykedelisk rock. Genren uppkom i slutet av 1960-talet och fortsatte in i 1970-talet då den spelade en viktig roll i funk- och discomusikens utveckling.

## Historik
Jimi Hendrix psykedeliska rock under slutet av 1960-talet fick en stor påverkan på afroamerikanska musiker, speciellt soulbolaget Motowns stjärnor. Inspirerad av medborgarrättsrörelsen hade den en mörkare och mer politisk inriktning än acid rocken. Psykedelisk soul skapades framför allt av Sly and the Family Stone som blandade James Browns funkljudbild med distade elgitarrer, en stark basgång och en psykedelisk ljudbild i låtar som "Dance to the Music" (1968), "Everyday People" (1968) och "I Want to Take You Higher" (1969). The Temptations med producenten Norman Whitfield var också viktiga i genrens framväxt, de gick från ett relativt lätt vokalljud till mörkare och mer seriöst material med låtar som "Cloud Nine" (1968), "Runaway Child, Running Wild" (1969) och "Psychedelic Shack" (1969).
Den psykedeliska soulen fick inflytande på ett flertal artister, bland andra Supremes, Stevie Wonder och Marvin Gaye i vars musik man under en tid kunde höra psykedeliska influenser. George Clintons Parliament-Funkadelic-kollektiv tog genren till sin extrem med sin speciella variant av funkmusik, p-funk. Speciellt Funkadelics tidiga album innehåller mängder med långa distade gitarrsolon och psykedeliska ljudeffekter kombinerat med surrealistisk lyrik och scenuppträdanden.

## Psykedelisk soul-artister
- Black Merda[1]
- The Chambers Brothers[2]
- The Chi-Lites[2]
- Earth, Wind & Fire[2]
- The 5th Dimension[3]
- The Friends of Distinction[2]
- Marvin Gaye[4]
- Jimi Hendrix[2]
- The Isley Brothers[2]
- Kool and the Gang[5]
- Mandrill[6]
- Curtis Mayfield[2]
- Buddy Miles[7]
- Ohio Players[5]
- Shuggie Otis[2]
- Parliament-Funkadelic[2]
- Minnie Riperton[8]
- Rotary Connection[2]
- Sly & the Family Stone[2]
- Edwin Starr[2]
- The Supremes[3]
- The Temptations[2]
- The Undisputed Truth[2]
- War[9]
- Stevie Wonder[2]